# Журавльова Марина Іллівна
Марина Іллівна Журавльова (нар. 22 січня 1931, місто Ленінград, тепер Санкт-Петербург, Російська Федерація) — радянська діячка, секретар ЦК ВЛКСМ, заступник міністра вищої і середньої спеціальної освіти СРСР. Член Бюро ЦК ВЛКСМ у 1959—1968 роках. Кандидат у члени ЦК КПРС у 1961—1971 роках. Депутат Верховної ради Російської РФСР 6—7-го скликань.

## Життєпис
Народилася в родині робітника. У 1948 році вступила до комсомолу.
З 1951 року — на комсомольській роботі: секретар бюро ВЛКСМ історичного факультету, заступник секретаря комітету ВЛКСМ Ленінградського державного педагогічного інституту імені Герцена.
Член КПРС з 1953 року.
У 1954 році закінчила історичний факультет Ленінградського державного педагогічного інституту імені Герцена, вчитель історії.
У 1954—1957 роках — інструктор відділу шкільної молоді Ленінградського обласного комітету ВЛКСМ.
У 1957 році — 1-й секретар Фрунзенського районного комітету ВЛКСМ міста Ленінграда.
У 1957—1958 роках — секретар Фрунзенського районного комітету КПРС міста Ленінграда.
У 1958 — березні 1959 року — секретар Ленінградського обласного комітету ВЛКСМ і завідувач відділу по роботі серед шкільної молоді та піонерів Ленінградського обласного комітету ВЛКСМ.
25 березня 1959 — 12 червня 1968 року — секретар ЦК ВЛКСМ по роботі із студентською молоддю.
У 1968—1988 роках — заступник міністра вищої і середньої спеціальної освіти СРСР.
З 1988 року — персональний пенсіонер у місті Москві. 

## Нагороди і звання
- два ордени Трудового Червоного Прапора
- орден Дружби народів (21.01.1981)
- орден «Знак Пошани»
- медаль «За доблесну працю. В ознаменування 100-річчя з дня народження Володимира Ілліча Леніна»
- медаль «За освоєння цілинних земель»
- медаль «За будівництво Байкало-Амурської магістралі»
- медалі
- знак ЦК ВЛКСМ «Трудова доблесть»